# Troyská unce

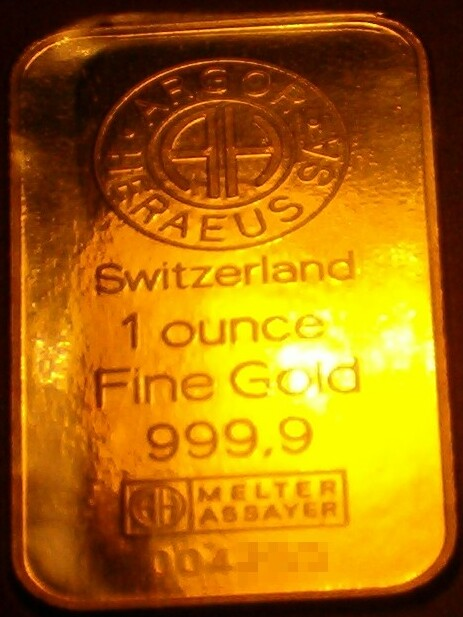
1 troyská unce zlata

Troyská unce (výslovnost [trojská] i [troaská], častěji psáno jako trojská unce, v angličtině troy weight nebo troy ounce) je základní váhová jednotka (přibližně 31,1 gramu) používaná na národních a mezinárodních trzích stříbra, zlata, platiny a dalších drahých kovů, příp. drahokamů. Název pochází od francouzského města Troyes, kde se v ní poprvé obchodovalo již v období středověku.
Pro troyskou unci se používá zkratka 1 oz t, případně 1 t oz, 1 oz. tr. apod. Podle mezinárodní normy ISO 4217, která definuje zkratky pro měny, je pro drahé kovy vážené v troyských uncích určena zkratka tvořená písmenem X následovaným dvěma písmeny chemické značky kovu: XAG – stříbro, XAU zlato atd.
- 1 troyská unce = 31,1034768 gramů
- 1 troyská libra = 12 troyských uncí = 373,2417216 gramů
- 1 kilogram = 32,15 troyských uncí (zaokrouhleně)
- 175 troyských uncí = 192 uncí